# El Cuervo de Sevilla
El Cuervo de Sevilla este un municipiu în provincia Sevilia, Andaluzia, Spania cu o populație de 7.747 locuitori.
1. ↑  Imagen y memoria. Fondos del archivo fotográfico del Instituto Nacional de Colonización 1939-1973[*] Verificați valoarea |titlelink= (ajutor)
2. ↑  Nomenclátor Geográfico de Municipios y Entidades de Población (20240402 edition)